# Lopar, Koper
Lopar este o localitate din comuna Koper, Slovenia, cu o populație de 85 de locuitori.